# Сенчина, Людмила Петровна
Людми́ла Петро́вна Се́нчина (при рождении Се́нчин, по первому мужу Тимо́шина; 13 декабря 1950, Кудрявцы, Братский район, Николаевская область, Украинская ССР, СССР — 25 января 2018, Санкт-Петербург, Россия) — советская российская певица, актриса театра и кино. Народная артистка Российской Федерации (2002), заслуженная артистка Украины (2003).
Одна из самых известных эстрадных певиц Советского Союза конца 1970-х — начала 1980-х гг., исполнительница популярных песен «Золушка», «Лесной олень», «По камушкам», «Любовь и разлука», «Полевые цветы», «Аист на крыше», «День рождения», «Шербурские зонтики», «Белый танец», «Шутка» и других. Её называли «петербургским соловьём» за необычный, «хрустальный» голос и «золушкой советской эстрады» в честь песни, которая принесла ей всенародную славу.

## Биография
Людмила Петровна Сенчин (впоследствии Сенчина) родилась 13 декабря 1950 года в селе Кудрявцы (ныне — Кудрявское) Николаевской области Украинской ССР. Не в родильном стационаре, а дома, на печи. Вместо акушерки — ветеринар. Первые четыре года у неё не было имени — родители звали её «доцей» и не считали должным сходить за метрикой. Однако, по словам самой Сенчиной, при регистрации отец указал в документах датой рождения дочери 13 января 1948 года. На могильной плите певицы также указан 1948 год рождения. Мать — Сара Алексеевна Федорец (1931—2007), учительница начальных классов в сельской школе. Отец — Пётр Маркович Сенчин (умер в 1988 году) — работал сначала культработником, а затем — директором поселкового дома культуры. Вырос в цыганском таборе, расположенном в том же селе, где проживала мать певицы, в семье молдавского цыгана Марко и его жены Ханны,. Брат Владимир (1941—1982) жил в Кривом Роге, работал электриком на шахте, умер от сердечного приступа.
По словам певицы, молдавская фамилия её отца не склонялась, поэтому в документах она была записана как Людмила Петровна Сенчин. Позднее она взяла фамилию первого мужа Тимошина, а после развода вернула девичью фамилию, официально добавив к ней уже привычное к тому времени окончание «а».
В 1959 году её отца пригласили работать в город Кривой Рог. Училась в средней школе № 26, окончила десять классов средней школы № 95. За годы школьной учёбы посещала кружки художественной самодеятельности. Поехала учиться в Ленинград.
В 1966 году поступила на отделение музыкальной комедии (певческий голос — сопрано) Музыкального училища имени Н. А. Римского-Корсакова при Ленинградской консерватории. Педагог по вокалу — Рода Львовна Зарецкая. На втором курсе Сенчина устроилась петь на танцах в ДК моряков и ДК офицеров, выступала под псевдонимом Людмила Изотова. Затем о талантливой студентке прослышал руководитель Ленинградского концертного оркестра Анатолий Бадхен и взял её на работу после первого же прослушивания.
В 1970 году, по окончании училища, была приглашена в труппу Ленинградского театра музыкальной комедии, где исполняла ведущие роли в классических и советских опереттах. В 1972 году у труппы театра появился новый главный режиссёр Владимир Воробьёв, сработаться с которым Сенчина не смогла, поэтому в 1975 году ей пришлось покинуть театр. После увольнения артистка решила попробовать себя на эстраде, что в будущем привело её к широкой популярности.
Всесоюзную известность и популярность певица получила в 1971 году, исполнив песню «Золушка» композитора Игоря Цветкова на стихи Ильи Резника в БКЗ «Октябрьский», а затем — на новогоднем «Голубом огоньке».
Помимо «Золушки», «визитной карточкой» певицы стали многие другие не менее известные песни разных лет: «Песня о нежности», «Спасибо вам, люди!», «Белой акации гроздья душистые» (романс из телефильма «Дни Турбиных» (1976), «Полынь», «Добрая сказка», «Камушки», «Лесной олень», «Полевые цветы», «Черёмуха», «Колыбельная», «Любовь и разлука», «День рождения», «Лето», «Белый танец».
В начале 1970-х годов вместе с Фёдором Чеханковым вела популярную музыкальную телепередачу Центрального телевидения Гостелерадио СССР «Артлото».
В 1971 году Людмила Сенчина снялась в фильме «Шельменко-денщик». Роль — Присинька Шпак, панночка на выданье.
В августе 1972 года по Центральному телевидению прошла передача «Встреча с Людмилой Сенчиной».
В 1974 году Сенчина выступала на двух международных фестивалях — в Венгрии и Чехословакии.
В 1975 году Сенчина получила Гран-при на фестивале в Сопоте, а в 1976 году стала лауреатом «Песни года-76».
В 1975—1985 годах была ведущей солисткой Ленинградского государственного концертного оркестра под управлением Анатолия Бадхена, работала солисткой «Ленконцерта» (затем — Государственного концертно-филармонического учреждения «Петербург-концерт»). В 1975 году выходит её дебютная пластинка.
В 1977 году снялась в роли певицы кабаре Жюли Прюдом в советском художественном фильме в жанре вестерна «Вооружён и очень опасен» режиссёра Владимира Вайнштока.
В конце 1970-х — начале 1980-х годов неоднократно становилась лауреатом телевизионного фестиваля «Песня года».
В 1981 году приняла участие в фестивале «Зори Кисловодска».
С 1985 года Сенчина начала сотрудничать с Магаданской областной филармонией и гармонично сочетала выступления в районах области.
С 1984 по 1986 годы сотрудничала с рок-музыкантом Игорем Тальковым, который был бас-гитаристом и музыкальным руководителем её ансамбля. На фирме «Мелодия» в 1984 году вышла записанная совместно с Тальковым грампластинка певицы «Любовь и разлука», в которой музыкант выступил ещё и в качестве певца и аранжировщика.
В 1986 году Сенчина участвовала в совместном советско-американском проекте — музыкальном спектакле «Дитя мира» — с Владимиром Пресняковым-старшим, группой Стаса Намина и американским певцом Джоном Денвером (гастроли проходили в городах США и Канады). В эфире «Утренней почты» в исполнении Сенчиной звучит «The Fool on the Hill» группы The Beatles. Совместно с Мишелем Леграном записывается двуязычная версия «Шербурских зонтиков».
В Петербурге ежегодно проводила праздничные концерты «Рождество в Северной столице», которые прошли в БКЗ «Октябрьский». 29 января 2001 года приняла участие в юбилейном концерте группы Стаса Намина «Цветы», посвящённом 30-летию создания коллектива.
В 1997 году состоялся концерт-бенефис Людмилы Сенчиной в БКЗ «Октябрьский».
В 2003 году вышли альбомы певицы «Золушка» и «Любовь и разлука» на CD с её лучшими песнями. 31 мая приняла участие в телевизионной авторской программе Валентины Пимановой «Кумиры» на «Первом канале».
В 2004 году в серии «Любовное настроение» был выпущен альбом Сенчиной.
24 февраля 2006 года в БКЗ «Октябрьский» состоялся бенефис Сенчиной «В музыке только гармония есть».
Летом 2013 года принимала участие в музыкальном проекте «Универсальный артист» и в съёмках телевизионного шоу «Новогодняя ночь — 2014» «Первого канала». В этом же году открылся официальный сайт Людмилы Сенчиной.
В марте 2014 года Сенчина поддержала аннексию Крыма Российской Федерацией, подписала письмо президенту России Владимиру Путину
10 октября 2015 года на сцене БКЗ «Октябрьский» прошёл юбилейный концерт «Если веришь, сказка оживёт…».

## Личная жизнь
Первый муж — Вячеслав Тимошин (27 марта 1929 — 8 октября 2006), солист театра оперетты в Ленинграде, народный артист РСФСР. Супруги прожили вместе около десяти лет. Позже Сенчина завила, что напрасно развелась с первым мужем и жалела о своем решении.
Сын — Вячеслав Тимошин (род. 1973). Учился на филфаке Ленинградского университета, увлекался рок-музыкой, некоторое время выступал в рок-группе «17 пилотов в огне». В США занимается недвижимостью, работает страховым агентом.
Второй муж (1980—1990) — Стас Намин (род. 8 ноября 1951), музыкант, композитор, продюсер, создатель и лидер рок-группы «Цветы». Брак продлился десять лет.
Третий муж (1996—2018) — Владимир Андреев, продюсер и многолетний концертный директор Сенчиной. Прожили вместе двадцать пять лет.
Жила в Санкт-Петербурге в Петроградском районе в двухкомнатной квартире на Большой Пушкарской улице. Была дача в посёлке Грузино Ленинградской области.

### Болезнь и смерть
Последние полтора года жизни Людмила Сенчина боролась с онкологическим заболеванием (раком поджелудочной железы). У неё было много творческих планов и идей, она с удовольствием участвовала в концертах и шоу на ТВ, но судьба внесла свои коррективы. О её болезни знали только самые близкие люди. Сенчина планировала в январе 2018 года выступить на мероприятии, посвящённом 74-й годовщине снятия блокады Ленинграда. 25 января 2018 года в 8:30 утра Людмила Петровна Сенчина скончалась на 68-м году жизни в одной из больниц Санкт-Петербурга. Последние полторы недели находилась в коме.
Соболезнования родным и близким артистки выразили, в числе других, президент России Владимир Путин, Председатель Правительства России Дмитрий Медведев, президент Белоруссии Александр Лукашенко, министр культуры России Владимир Мединский, губернатор Санкт-Петербурга Георгий Полтавченко, председатель Законодательного собрания Санкт-Петербурга Вячеслав Макаров, деятели культуры и искусства.
Гражданская панихида прошла 28 января в Санкт-Петербургском театре музыкальной комедии, отпевание — в Соборе Владимирской иконы Божией матери. Похоронена, согласно завещанию, на Смоленском православном кладбище в Санкт-Петербурге, вблизи часовни Ксении Блаженной. Памятник на могиле установлен в ноябре 2021 года.

## Творчество

### Театр

#### Ленинградский театр музыкальной комедии
В Ленинградском театре музыкальной комедии Людмила Сенчина служила с 1970 по 1975 годы и играла в спектаклях:
- 1970 — «Фиалка Монмартра», оперетта в трёх действиях Имре Кальмана (постановка — Юлий Хмельницкий; премьера — 5 июля 1958 года) — Виолетта, парижская цветочница[22].
- 1971 — «Дочь океана», романтическая оперетта в трёх действиях Вениамина Баснера (постановка — Михаил Дотлибов; премьера — 28 апреля 1971 года)
- 1971 — «Роз-Мари», оперетта в трёх действиях американских композиторов Рудольфа Фримля и Герберта Стотхарта (постановка — А. Тарасова; премьера — 19 июня 1971 года) — Роз-Мари (Rose-Marie La Flamme)
- 1971 — «Ночной незнакомец», оперетта в двух действиях Владимира Дмитриева (постановка — Михаил Дотлибов; премьера — 3 ноября 1971 года) — Таня
- 1972 — «Как сделать карьеру», мюзикл в трёх действиях Франка Лёссера (постановка — Владимир Воробьёв; премьера — 31 декабря 1972 года

## Участие в «Песне года»
- Песня-76 — «Обещания» Людмила Сенчина и Унгар, Миро (Фрадкин, Марк Григорьевич — Рождественский, Роберт Иванович)
- Песня-77 — «Всегда и Снова» (Фрадкин, Марк Григорьевич — Долматовский, Евгений Аронович)
- Песня-77 — «Черёмуха» (Гаврилин, Валерий Александрович — Фокина, Ольга Александровна)
- Песня-78 — «Камушки» Людмила Сенчина и Большой детский хор Всесоюзного радио и Центрального телевидения (Александр Морозов — Рябинин, Михаил Иосифович)
- Песня-78 — «У природы нет плохой погоды» (Петров, Андрей Павлович — Рязанов, Эльдар Александрович)
- Песня-79 — «Старт даёт Москва» Людмила Сенчина и Ибрагимов, Ренат Исламович (Пахмутова, Александра Николаевна — Добронравов, Николай Николаевич)
- Песня-79 — «Шутка» Людмила Сенчина и Хиль, Эдуард Анатольевич (Гаврилин, Валерий Александрович — Шульгина, Альбина Александровна)
- Песня-79 — «Добрая сказка» (Пахмутова, Александра Николаевна — Добронравов, Николай Николаевич)
- Песня-80 — «Не ищите ландышей в месяце апреле» (Матусовский, Михаил Львович — Баснер, Вениамин Ефимович)
- Песня-83 — «Любовь и разлука» (Шварц, Исаак Иосифович — Окуджава, Булат Шалвович)
- Песня-84 — «Вы мне нравитесь» (Колмановский, Эдуард Савельевич — Шаферан, Игорь Давыдович)
- Песня-85 — «Солдатка» (Виктор Резников — Островой, Сергей Григорьевич)

## Дискография

#### Сольные альбомы
- 1974 — «Поёт Людмила Сенчина» (12 композиций)
- 1981 — «Людмила Сенчина» (10 композиций)
- 1982 — «Дарю вам песню»
- 1984 — «Любовь и разлука» I (10 композиций)
- 1984 — «Любовь и разлука» II (совместно с Игорем Тальковым; 8 композиций)
- 2001 — «А любовь смеётся и поёт»
- 2001 — «Золушка» (14 композиций)
- 2003 — «Любовь и разлука» (CD)
- 2004 — «Любовное настроение» (15 композиций)
- 2006 — «А любовь смеётся и поёт…» (15 композиций)
- 2008 — «Хоть поверьте, хоть проверьте…» (17 композиций)
- 2008 — «Поёт Людмила Сенчина»
- 2008 — «Золотая коллекция ретро»

#### Сборники
- 2005 — «Цветы. Ностальгия по настоящему»
- 2006 — «Вениамин Баснер. Ты и я»
- 2007 — «Песня 71-90»
- 2008 — «Лучшие песни из кинофильмов»
- 2009 — «Исаак Шварц. Песни из кинофильмов»
- 2009 — «Эдуард Хиль. Золотая коллекция ретро»
- 2009 — «Имена на все времена. Любимые романсы»
- 2009 — «Имена на все времена. Застольные песни»
- 2010 — «Андрей Петров. Музыка любимого кино»
- 2010 — «Песни на стихи Владимира Харитонова»
- 2010 — «Сделано в СССР 7»
- 2010 — «Хиты 1960—1980-х. А нам всё равно»
- 2011 — «Звёзды ленинградской эстрады»
- 2011 — «Любимцы публики»
- 2013 — «Имена на все времена. Золотые хиты»

## Фильмография

#### Актёрские работы
| Год  |   | Название                                                   | Роль                                                    |
| ---- | - | ---------------------------------------------------------- | ------------------------------------------------------- |
| 1970 | ф | «Волшебная сила» (новелла «Мстители из 2-го „В“»)          | Лариса Павловна, учительница 2-го «В» класса            |
| 1971 | ф | «Шельменко-денщик»                                         | Присинька Шпак, панночка на выданье                     |
| 1972 | ф | «После ярмарки»                                            | Павлинка, дочь застенкового шляхтича Степана Криницкого |
| 1976 | ф | «Поёт Людмила Сенчина» (фильм-концерт)                     | Имя персонажа не указано                                |
| 1977 | ф | «Вооружён и очень опасен»                                  | Жюли Прюдом, певица из варьете                          |
| 1985 | ф | «Голубые города» (фильм-концерт, на музыку Андрея Петрова) | камео                                                   |
| 1983 | ф | «Новые приключения Акмаля»                                 | Исполнение песни «Сказка»                               |

#### Вокал
- 1974 — «Любовь земная» — исполняет песню «Го́рька ягода»
- 1976 — «Дни Турбиных» — исполняет романс «Белой акации гроздья душистые...»
- 1977 — «Эти непослушные сыновья» — исполняет песню «Всегда и снова»
- 1977 — «Вооружён и очень опасен» — исполняет песни «Не грусти, забудь за дверью грусть…», «Расскажи, дорогой, что случилось с тобой…» и «Запоминайте: приметы — это суета…» (все три песни написаны композитором Георгием Фиртичем на стихи Владимира Высоцкого)[43]
- 1977 — «По семейным обстоятельствам» — исполняет песню «Спасибо вам, люди!»
- 1979 — в радиопередаче «С добрым утром» исполняет песню «Капели, капели» (музыка П. Бюль-бюль Оглы, на слова Юлии Друниной)
- 1980 — «Что там, за поворотом?» — исполняет песню «Голос Родины»
- 1986 — «Люби меня, как я тебя» — дублирует вокальные партии актрисы Марины Фединой

#### Участие в документальных фильмах
- 1972 — «Песня о добром человеке»
- 1985 — «Голубые города фильм-концерт»
- 1992 — «Жил-был артист»
- 1997 — «Воспоминание»
- 2008 — «Гениальный отшельник. Вечная музыка Шварца»
- 2008 — «Золушка союзного значения. Людмила Сенчина»[44]
- 2009 — «Возвращение. Эдуард Хиль»
- 2010 — «Мистическая гибель звёзд»
- 2014 — «Георгий Фиртич. Музыка без правил»
- 2014 — «Эдуард Хиль. Обнимая небо»
- 2015 — «Людмила Сенчина. Где ты, счастье моё?»[45]
- 2015 — «Людмила Сенчина. Хоть поверьте, хоть проверьте…»

## Награды
- 1973 — лауреат Всероссийского конкурса артистов эстрады.
- 1974 — приз «Золотая лира» на Международном конкурсе эстрадной песни «Братиславская лира» в Братиславе (Чехословакия).
- 1975 — приз фоторепортёров на XV Международном фестивале песни в Сопоте (Польская Народная Республика)[46].
- 1979 — почётное звание «Заслуженная артистка РСФСР» — за заслуги в области советского музыкального искусства[47].
- 2002 — почётное звание «Народная артистка Российской Федерации» — за большие заслуги в области искусства[9].
- 2003 — почётное звание «Заслуженная артистка Украины» — за весомый личный вклад в развитие сотрудничества между Украиной и Российской Федерацией в социально-экономической и гуманитарной сферах[11].
- 2006 — почётный диплом Законодательного собрания Санкт-Петербурга — за выдающийся вклад в культурное развитие Санкт-Петербурга, высокий профессионализм и многолетнюю творческую деятельность[48].
- 2010 — Гранд-премия «КиноВатсон»[49].
- 2015 — почётный знак «За заслуги перед Санкт-Петербургом»[50].